# Волынский, Михаил Петрович Щепа
Михаил Петрович Волынский Щепа (?—1683) — голова и воевода, начальник Судного приказа во времена правления Михаила Фёдоровича и Алексея Михайловича.
Из дворянского рода Волынские. Сын Петра Васильевича Волынского Щепа.

## Биография
Стольник, в июле 1624 года на обеде у Государя смотрел в «кривой стол». В марте 1629 года назначен первым воеводою на Крапивну, на случай прихода крымских войск, но был отозван в Москву 01 октября. В 1633—1634 воевода в Белгороде, где руководил успешной обороной при двух осадах со стороны запорожских казаков во главе с Яковом Острянином.
Посылал 100 человек белгородских казаков сопровождать турецкого посла Кантакузина до Азова. В мае 1637 года, во время поездки Государя в село Покровское, оставался в Москве на государевом дворе для охраны. В мае 1638 года при встрече посла от Бахты-Гирея, был головою у городовых дворян. В январе и феврале 1639 года дневал и ночевал при гробе царевича Ивана Михайловича, а в апреле и мае при гробе царевича Василия Михайловича. В 1641 году пожалован из стольников в московские дворяне и в этот день обедал у Государя. В 1642—1644 годах первый воевода на Терке. В январе 1648 года, на первой свадьбе Государя с Марией Ильиничной Милославской был в царицыных поезжанах. В 1648 году работал в Земском приказе. В 1649—1652 годах первый воевода в Томске, откуда отписал царю о построении города при слиянии рек Бии и Катуни. В 1654 году в походе на поляков был головою в Государевом полку у владимирских дворян. В июне 1654 года находясь головой сотни в отряде князя Фёдора Никитича Одоевского, послан из Вязьмы под Красное на польско-литовские отряды. В августе 1655 года находился в отряде князя Алексея Ивановича Буйносова-Ростовского и послан на врагов из Вильно. В 1656 году командовал сотней владимирских дворян. В марте 1659 года назначен начальником Московского Судного приказа. В июле 1660 года участвует в военном походе против поляков в отряде Юрия Алексеевича Долгорукова, но заместничал с ним, и не пошёл к руке Государя при прощании, за что и был посажен в тюрьму. В 1662—1667 годах второй воевода в Казани. В апреле 1680 года за старостью и болезнями не смог присутствовать при поздравлении Государя с днём Пасхи.
Владел поместьями и вотчинами в Московском и Галицком уездах. По родословной росписи показан бездетным.
Умер 28 марта 1683 года, погребён патриархом в Чудовом монастыре.